# Érsekhalma
Érsekhalma es un pueblo ubicado en el distrito de Baja, en el condado de Bács-Kiskun, Hungría.

## Superficie
Posee una superficie de 27,56 kilómetros cuadrados.

## Demografía
Hasta 2019 la población era de 550 habitantes, con una densidad de población de 19,96 habitantes por kilómetro cuadrado.